# 棕鬣狗
棕鬣狗（学名：Parahyaena brunnea）又称褐鬣狗、滩狼、棕土狼，是一种生活在南部非洲荒漠地带的鬣狗，也见于草原和海滩，系棕鬣狗属（Parahyaena）的唯一物种，也有学者将其归入鬣狗属（Hyaena）。外形似犬，站立时肩部高于臀部，其前半身比后半身粗壮，头骨粗壮，头大吻短，耳大且圆。成体身长110－135cm，体重37－55kg。躯干无斑纹，肩背部和两肋具明显深褐色长毛，亦有黑色、棕红色、灰色等不同色调，颈部被毛呈乳白色，四肢外侧有横行的棕黑色与白色相间的条纹。对干旱地区的适应能力极强。食谱广泛，以腐肉为主，兼食各种陆生和水生小型动物、瓜果等。独居或结成小群活动。是较为罕见的物种。